# Virágos tengerisün
A virágos tengerisün (Toxopneustes pileolus) a Toxopneustidae családba tartozik. Ez egy mérges tengerisün. Mérgét a tüskéit elfedő, virágkehely kinézetű fogókarocskákkal, más néven pedicelláriákkal bocsátja ki a támadóra. A pedicellária csípése nagyon fájdalmas vagy ritkán halálos az emberekre. Tüskéi rövidek, átmérője 14 cm.

## Előfordulása
A virágos tengerisün az Indonéz szigetek, valamint a Csendes-óceán meleg vizű tengereiben homokos tengerfenéken él 0–90 m között.

## Hatása az emberre
Amikor az búvárt megcsípi, rögtön jelentkezik a fájdalom, amely akár négy órán át is tarthat. Ilyenkor általában légzési nehézségek léphetnek fel.